# Nikolay Iliev
Nikolay Stefanov Iliev - em búlgaro, Николай Стефанов Илиев (Sófia, 31 de março de 1964) é um ex-futebolista profissional búlgaro que atuava como zagueiro.

## Carreira
Jogou a maior parte da carreira no Levski Sofia, com destaque para sua primeira passagem qieue durou entre 1982 e 1989, quando atuou em 182 partidas e marcou 18 gols. Ainda voltaria ao clube na temporada 1992–93, disputando 14 jogos e fazendo 7 gols.
Fora de seu país, vestiu as camisas de Bologna (foi o primeiro atleta búlgaro a disputar a Série A italiana), Hertha Berlim (Alemanha) e Rennes (França), onde se aposentou com apenas 31 anos.

## Carreira internacional
Iliev fez parte do elenco da Seleção Búlgara que terminou em quarto lugar na Copa de 1994, mas não entrou em campo nenhuma vez durante a campanha. Encerrou a carreira internacional no mesmo ano, com 53 partidas e 5 gols.

## Títulos
Levski Sofia
- Liga Profissional Búlgara de Futebol A: 1984–85, 1987–88, 1992–93, 1993–94[carece de fontes?]
- Copa da Bulgária: 1981–82, 1983–84, 1985–86, 1991–92[carece de fontes?]
- Copa das Forças Armadas da URSS: 1984, 1987, 1988[carece de fontes?]

### Individuais
- Futebolista búlgaro do ano: 1977[carece de fontes?]